# Yabusame
Yabusame (jap. 流鏑馬) − japońskie łucznictwo konne, szczególnie popularne w okresie Kamakura.

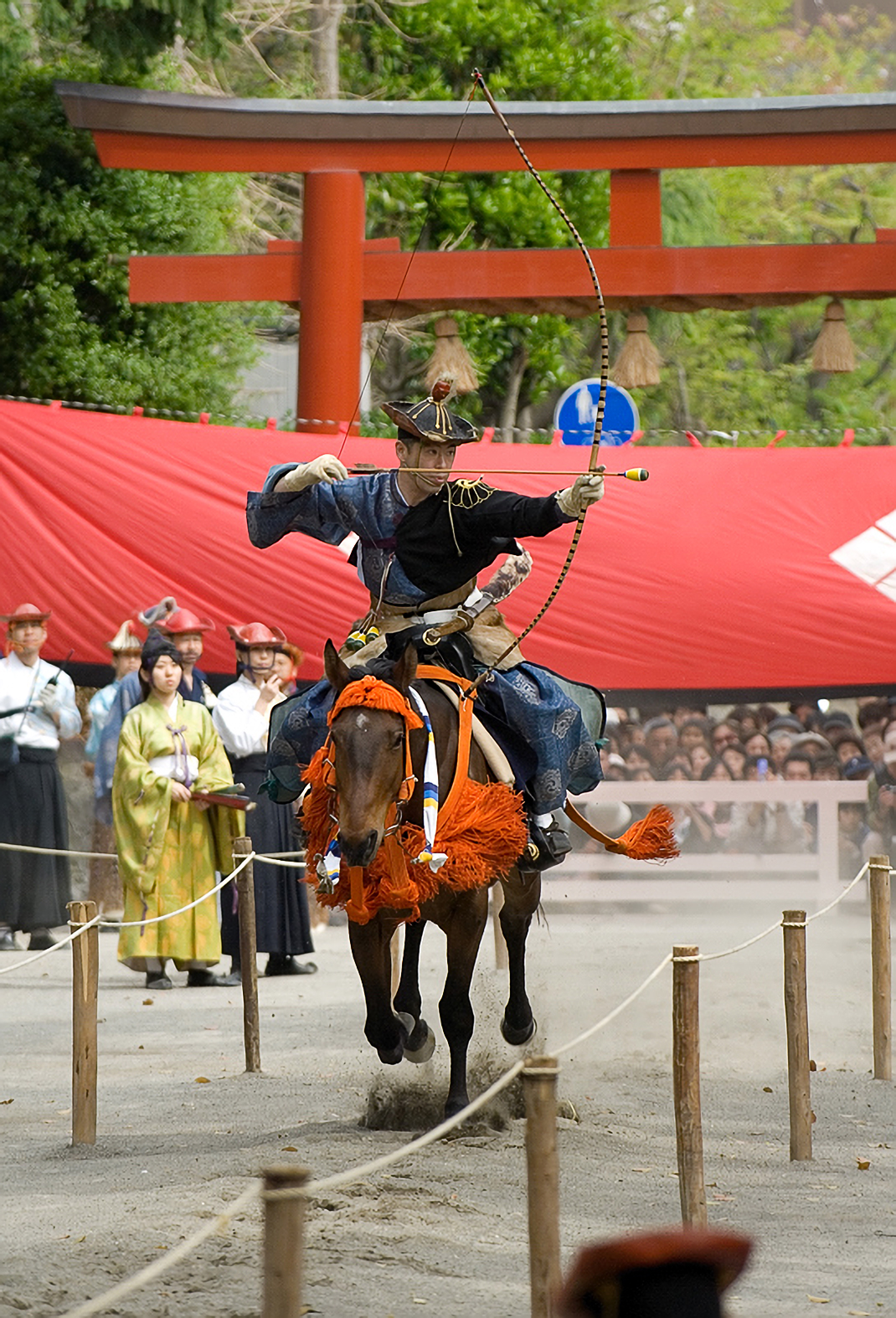
Zawody yabusame w Kamakurze

Yabusame jest zaliczane do koryū-bujutsu, czyli tradycyjnych sztuk walki. Było stosowane nie tylko na wojnie, ale należało także do ulubionych konkurencji w zawodach rozgrywanych wśród samurajów.
Yabusame zrodziło się w XII wieku, za panowania shōguna Minamoto no Yoritomo, który przekształcił je z wojskowego treningu w shintōistyczną tradycję. Jako widowisko rozrywkowe przetrwało do dzisiejszego dnia. Szczególnie duże i znane zawody odbywają się w Kamakurze w dniach 15-16 września.
Tor do yabusame ma zazwyczaj długość 2 chō (około 218 m) i szerokość ok. 2 m. Odległość od toru do celu wynosi 5 m, a cel umiejscowiony jest na wysokości 2 m. Tor wysypany jest piaskiem i trocinami w celu zwiększenia bezpieczeństwa jeźdźców i koni. Po lewej stronie toru rozmieszczone są trzy drewniane tarcze w kształcie kwadratu o boku ok. 50 cm. Po prawej stronie przygotowane są miejsca dla widowni.
Sygnał do startu jeźdźca dają dwaj sędziowie na początku i na końcu toru przy pomocy wachlarzy. Przy każdej tarczy siedzą sędziowie, którzy sygnalizują trafienie w tarczę podniesieniem wachlarza i okrzykiem tekichū (jap. 的中 w celu). Strzelanie z łuku poprzedzone jest ceremonią w chramie i rytualnym oczyszczeniem toru.